# Mosbach (Markt Erlbach)
Mosbach ([ˈmoːsˌbax] ⓘ) ist ein Gemeindeteil des Marktes Markt Erlbach im Landkreis Neustadt an der Aisch-Bad Windsheim (Mittelfranken, Bayern). Zum Gemeindeteil zählt die Mosbacher Mühle. Mosbach liegt in der Gemarkung Losaurach.

## Geografie
Durch das Dorf fließen die Mittlere Aurach und der Mosbach, der dort als linker Zufluss in die Mittlere Aurach mündet. Im Westen liegt das Buckfeld, 0,5 km südlich liegt die Schmalkerbe, 0,75 km nördlich das Rennhoferfeld und der Schenkenwald. 0,5 km nordöstlich liegt das Jungfernholz. Gemeindeverbindungsstraßen führen nach Losaurach (1,2 km südwestlich), nach Kotzenaurach (1,2 km südöstlich), nach Buchklingen (2 km nordöstlich), nach Oberulsenbach zur Staatsstraße 2255 (2,6 km südlich) und nach Schellert ebenfalls zur St 2255 (2 km nordwestlich).

## Geschichte
Der Ort wurde im burggräflichen Salbuch von 1361/64 als „Muͤspach“ erstmals schriftlich erwähnt.
Gegen Ende des 18. Jahrhunderts gab es in Mosbach 14 Anwesen. Das Hochgericht südlich der Aurach übte das brandenburg-bayreuthische Stadtvogteiamt Markt Erlbach aus und nördlich der Aurach das Stadtvogteiamt Neustadt an der Aisch. Die Dorf- und Gemeindeherrschaft hatte das Kastenamt Neustadt an der Aisch. Grundherren waren das Fürstentum Bayreuth (11 Anwesen; Kastenamt Neustadt: 7 Güter; Klosteramt Münchaurach: 4 Gütlein), das Rittergut Herrnneuses (1 Gut), die Herrschaft Burgfarrnbach (1 Mühle) und das Rittergut Stübach (1 Hof).
Von 1797 bis 1810 unterstand der Ort dem Justizamt Dachsbach und Kammeramt Neustadt. Im Rahmen des Gemeindeedikts wurde Mosbach dem 1811 gebildeten Steuerdistrikt Herrnneuses und der 1813 gegründeten Ruralgemeinde Herrnneuses zugeordnet. Mit dem Zweiten Gemeindeedikt (1818) wurde es in die neu gebildete Ruralgemeinde Losaurach umgemeindet. Mosbach unterstand dem Landgericht Neustadt an der Aisch. Ein Anwesen jedoch unterstand bis 1833 dem Patrimonialgericht Brunn in der freiwilligen Gerichtsbarkeit und der Polizei. Am 1. Januar 1970 wurde Mosbach nach Markt Erlbach eingemeindet.

## Einwohnerentwicklung
| Jahr      | 001818 | 001840 | 001861 | 001871 | 001885 | 001900 | 001925 | 001950 | 001961 | 001970 | 001987 | 002017 | 002023 |
| Einwohner | 110    | 92     | 92     | 85     | 85     | 89     | 68     | 101    | 73     | 65     | 66     | *95    | *90    |
| Häuser    | 15     | 15     |        |        | 16     | 16     | 13     | 12     | 12     |        | 17     |        |        |
| Quelle    | [ 10 ] | [ 11 ] | [ 12 ] | [ 13 ] | [ 14 ] | [ 15 ] | [ 16 ] | [ 17 ] | [ 18 ] | [ 19 ] | [ 20 ] |        | [ 1 ]  |

## Religion
Der Ort ist seit der Reformation evangelisch-lutherisch geprägt und bis heute nach St. Kilian (Markt Erlbach) gepfarrt. Die Katholiken gehören zur Kirchengemeinde Maria Namen (Markt Erlbach), die ursprünglich eine Filiale von St. Michael (Wilhermsdorf) war und seit 2019 eine Filiale von St. Johannis Enthauptung (Neustadt an der Aisch) ist.